# Nikoletta Samonas
Nikoletta Samonas (sinh ngày 5 tháng 9 năm 1985) là một nữ diễn viên người Ghana và là một người mẫu tự do. Cô được biết đến với cái tên Nikki Samonas trong ngành giải trí và đã có vai trò trong một số bộ phim truyện. Cô là cựu sinh viên của cả hai trường trung học Holy Child và Đại học Khoa học và Công nghệ Kwame Nkrumah.

## Giáo dục
Samonas đã được giáo dục cơ bản tại Trường Quốc tế Desk ở Tema và tiếp tục đến trường Trung học Holy Child để học cao học, nơi cô học về nghệ thuật thị giác. 
Sau đó, cô tiếp tục học đại học tại Đại học Khoa học và Công nghệ Kwame Nkrumah và tốt nghiệp Cử nhân Nghệ thuật Thiết kế Truyền thông.

## Sự nghiệp
Trong sự nghiệp diễn xuất của mình, Samonas đã có những vai diễn trong cả hai bộ phim truyện của Ghana và Nigeria.    Điều này đã thu hút sự tài trợ từ Ghana và các công ty đa quốc gia mà cô ấy đã giới thiệu trong các quảng cáo của họ. Cô cũng làm việc cho nhà sản xuất truyền hình khác nhau như Charterhouse mà cô tổ chức Rythmz, Farm House sản xuất mà cô đã tổ chức Phi Movie Review Show và cũng tổ chức ăn sáng Live, một talk show truyền hình buổi sáng lúc truyền hình châu Phi.

## Đóng phim
- Don Caritas
- Beyonce 1
- Beyonce 2
- Cuộc chiến hoa hồng
- Biện pháp tuyệt vọng
- nhãn đỏ
- Tình yêu và đạn
- Xét nghiệm DNA
- Khoai tây khoai tây
- 40 và đơn
- Cộng hòa V
- Di chúc 1
- Di chúc 2

## Giải thưởng và đề cử
| Năm  | Giải thưởng                             | Giải thưởng                                          | Người nhận | Kết quả | Tham chiếu |
| ---- | --------------------------------------- | ---------------------------------------------------- | --- | ------- | ---------- |
| 2011 | Giải thưởng điện ảnh nhân dân thành phố | Nữ diễn viên phụ xuất sắc nhất năm                   | style="background: #FDD; color: black; vertical-align: middle; text-align: center; " class="no table-no2"\|Đề cử | [ 5 ]   |            |
| 2014 | Giải thưởng điện ảnh Ghana              | Phim ngắn hay nhất                                   | style="background: #FDD; color: black; vertical-align: middle; text-align: center; " class="no table-no2"\|Đề cử |         |            |
| 2016 | Giải thưởng điện ảnh Ghana              | Nữ diễn viên chính xuất sắc nhất trong loạt phim hài | style="background: #FDD; color: black; vertical-align: middle; text-align: center; " class="no table-no2"\|Đề cử |         |            |